# Mikrocílení
Mikrocílení (z angl. microtargeting) je především marketingový nástroj umožňující přizpůsobit komunikaci na míru adresátovi – jeho povaze, zálibám, hodnotám, zájmům nebo aktuální situaci. Hlavním přínosem komunikace vedené pomocí individuálně cílených sdělení je, že zasahuje adresáta s výrazně vyšší efektivitou než obecná sdělení určená širší skupině či celé populaci. Mikrocílení je čím dál častěji nasazováno v oblasti reklamy na výrobky a služby či v rámci politických kampaní.

## Princip
Pro úspěšné mikrocílení je klíčová znalost adresáta a to nejenom jeho spotřebitelských či politických preferencí, ale zejm. jeho osobnostních rysů, sociodemografického profilu, zálib, zvyků, společenských vazeb atd. Ty totiž umožňují formulovat správnou rétoriku sdělení. Nedostupnost dostatečného množství dat dlouho znemožňovala široké nasazení tohoto nástroje. Situace se zásadně změnila s rozšířením sociálních médií a chytrých technologií, které široký sběr dat umožňují.
Dobrá znalost adresáta přináší dvě zásadní výhody. Jednak umožňuje identifikovat ovlivnitelnou část populace – tedy množinu jedinců, jejichž rozhodování může být vychýleno požadovaným směrem. Dále pak napomáhá k výběru či tvorbě vhodného obsahu, který je cílen na míru danému jedinci a jeho osobnosti, citlivým tématům, aktuální situaci atd. Takto cílenému sdělení pak adresát snáze porozumí, přijme jej za své a co je nejdůležitější – je ochoten změnit podle něj své jednání.
Aplikace mikrocílení na širší populaci typicky vyžaduje využití umělé inteligence.

## Příklady
Příkladem mikrocílení v politické kampani je např. referendum o členství Spojeného království v Evropské unii v roce 2016. S pomocí společnostiCambridge Analytica bylo mikrocílení nasazeno táborem Vote Leave, který propagoval vystoupení Spojeného království z EU. Využil k tomu mj. data ze sítě Facebook získaná a použitá bez vědomi uživatelů.
Stejné postupy byly společností Cambridge Analytica a propojenými firmami použity i v rámci amerických prezidentských voleb v roce 2016 táborem Donalda Trumpa.